# 大旧庄站
大旧庄站是一个成昆铁路上的铁路车站，位于云南省禄丰县广通镇旧庄村大旧庄，建于1964年，邮政编码为651226。
大旧庄站目前为四等站，隶属昆明铁路局管辖，西距广通站9公里，成都站956公里，东距昆明站144公里。该站不办理客运业务；货运办理整车货物发到；危险货物仅办理农药、化肥发到。